# Svileuva
Svileuva (izvirno srbsko Свилеува) je naselje v Srbiji, ki upravno spada pod Občino Koceljeva; slednja pa je del Mačvanskega upravnega okraja.

## Demografija
V naselju živi 1469 polnoletnih prebivalcev, pri čemer je njihova povprečna starost 43,4 let (41,9 pri moških in 44,9 pri ženskah). Naselje ima 547 gospodinjstev, pri čemer je povprečno število članov na gospodinjstvo 3,30.
To naselje je, glede na rezultate popisa iz leta 2002, večinoma srbsko, a v času zadnjih treh popisov je opazno zmanjšanje števila prebivalcev.